# Drohne (Hautflügler)

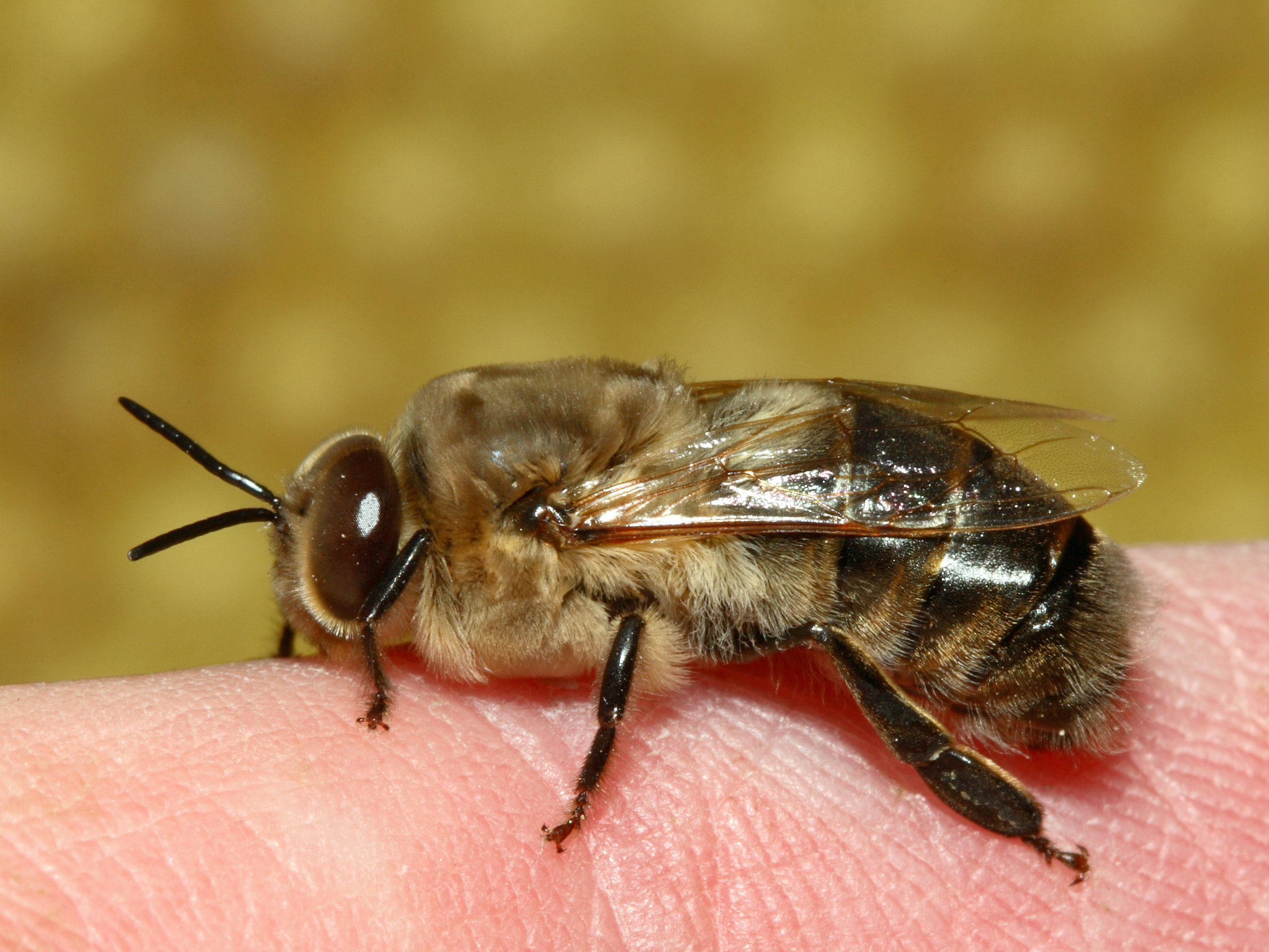
Drohne der Westlichen Honigbiene

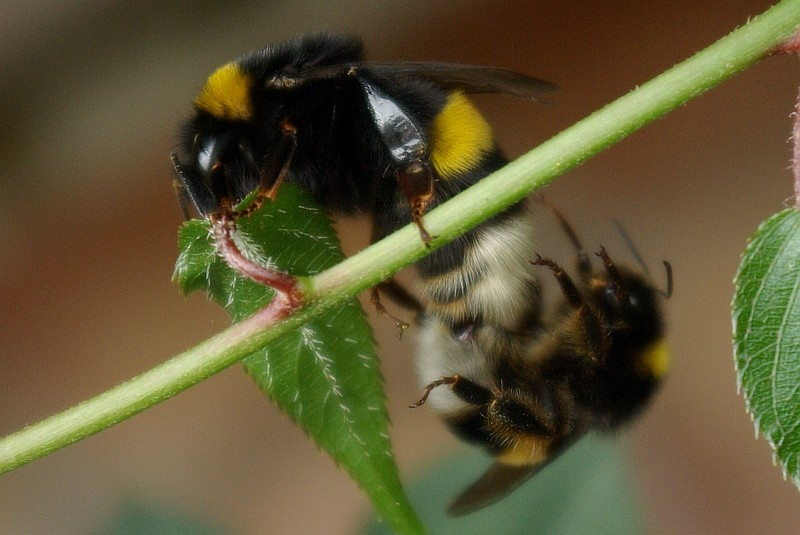
Hummeln: Drohne und Jungkönigin bei der Paarung

Die Drohne, fachsprachlich auch der Drohn, ist das männliche Tier bei Honigbienen. Manchmal wird der Begriff auch bei Hummeln, sozialen Bienen und Wespen (inkl. Hornissen) verwendet. Diese staatenbildenden Arten aus der Ordnung der Hautflügler gibt es in drei unterschiedlichen Morphen: Königin, Arbeiterin und Drohne.
Die Körperform der Drohnen ist meist größer und gedrungener als die einer Arbeiterin, sie haben keinen Stachel und die Facettenaugen sind oft größer und leistungsfähiger. Bei der Eiablage steuert die Königin, ob ein Ei befruchtet wird oder nicht. Drohnen entstehen aus unbefruchteten Eiern, Arbeiterinnen und Königinnen aus befruchteten.

## Drohnen der Honigbiene

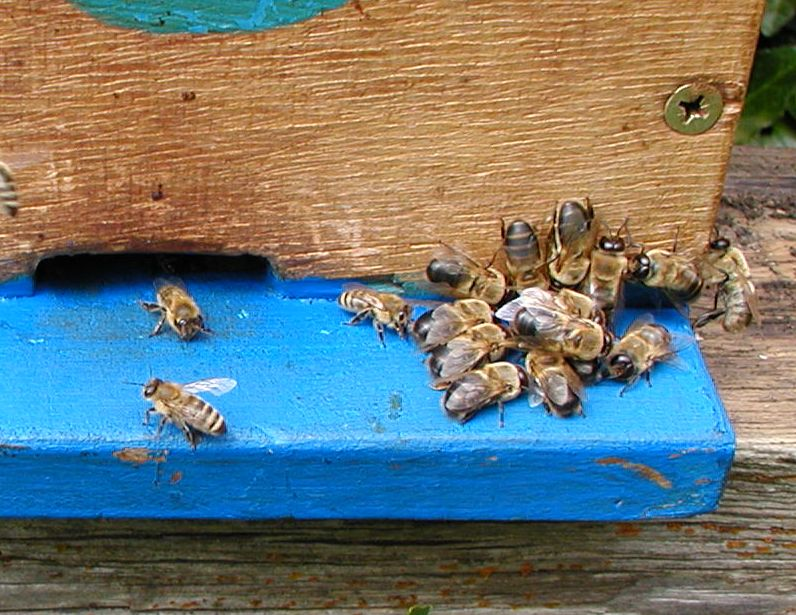
Drohnen der Bienen werden am Flugloch eines Ablegers abgedrängt

Bei den ganzjährig staatenbildenden Honigbienen treten die Drohnen nur in der Vermehrungsphase des Bienenvolks, der Schwarmzeit, auf, etwa von April bis August, hauptsächlich aber im Mai und Juni. Zur Aufzucht werden von den Arbeiterinnen größere Wabenzellen geschaffen. Je nach Nahrungsstatus können bis zur Jahresmitte in einem starken, gesunden Bienenvolk einige Hundert bis mehrere Tausend Drohnen vorhanden sein; als Mittelwert wurde 1500 angegeben. Die Drohnen beteiligen sich nicht am Sammeln von Pollen und Nektar, tragen aber zur Thermoregulierung im Bienenstock bei. Sie sind im Gegensatz zu den Männchen solitär lebender Bienenarten nicht einmal in der Lage, Nektar aus Blüten aufzunehmen, sondern sind zu ihrer eigenen Ernährung auf den sozialen Futteraustausch (Trophallaxis) im Bienenvolk angewiesen. Nach der Geschlechtsreife fliegen sie regelmäßig aus, um nach begattungsfähigen Bienenköniginnen zu suchen, siehe auch Drohnensammelplatz.

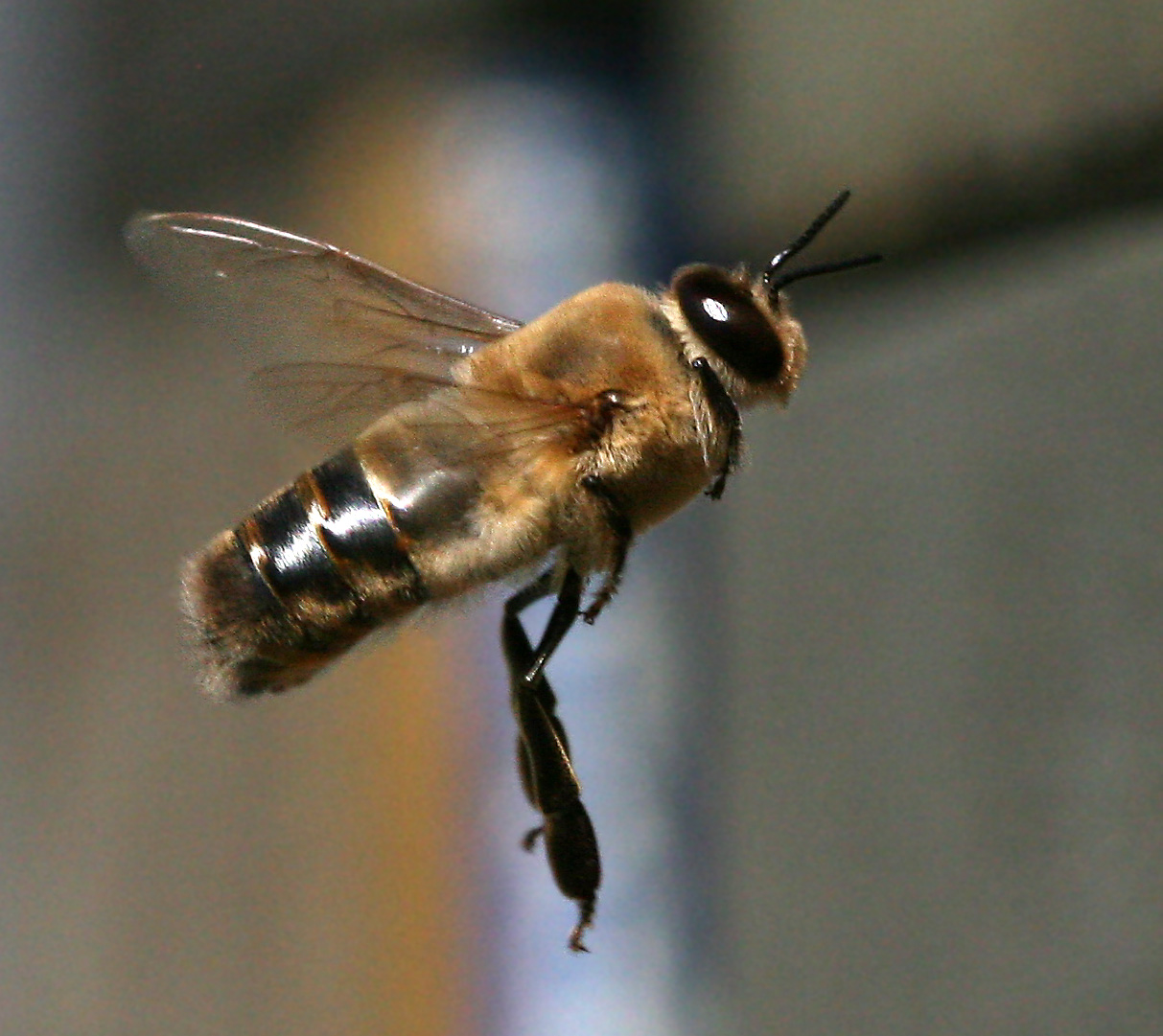
Drohne im Flug

Die Kopulation mit einer jungen Bienenkönigin findet bei einem Hochzeitsflug statt. Hierbei wird der Geschlechtsapparat (Penis) der Drohne herausgestülpt. Nach der Begattung verbleibt der Penis der Drohne bei der Bienenkönigin (Weisel), die Drohne fällt von der Königin ab und stirbt. Drohnen von einigen Wespenarten (z. B. Hornissen) können sich dagegen mehrmals mit Königinnen paaren. Auch findet die Paarung bei den Hummeln und allen Wespenarten nicht in der Luft, sondern am Boden statt.

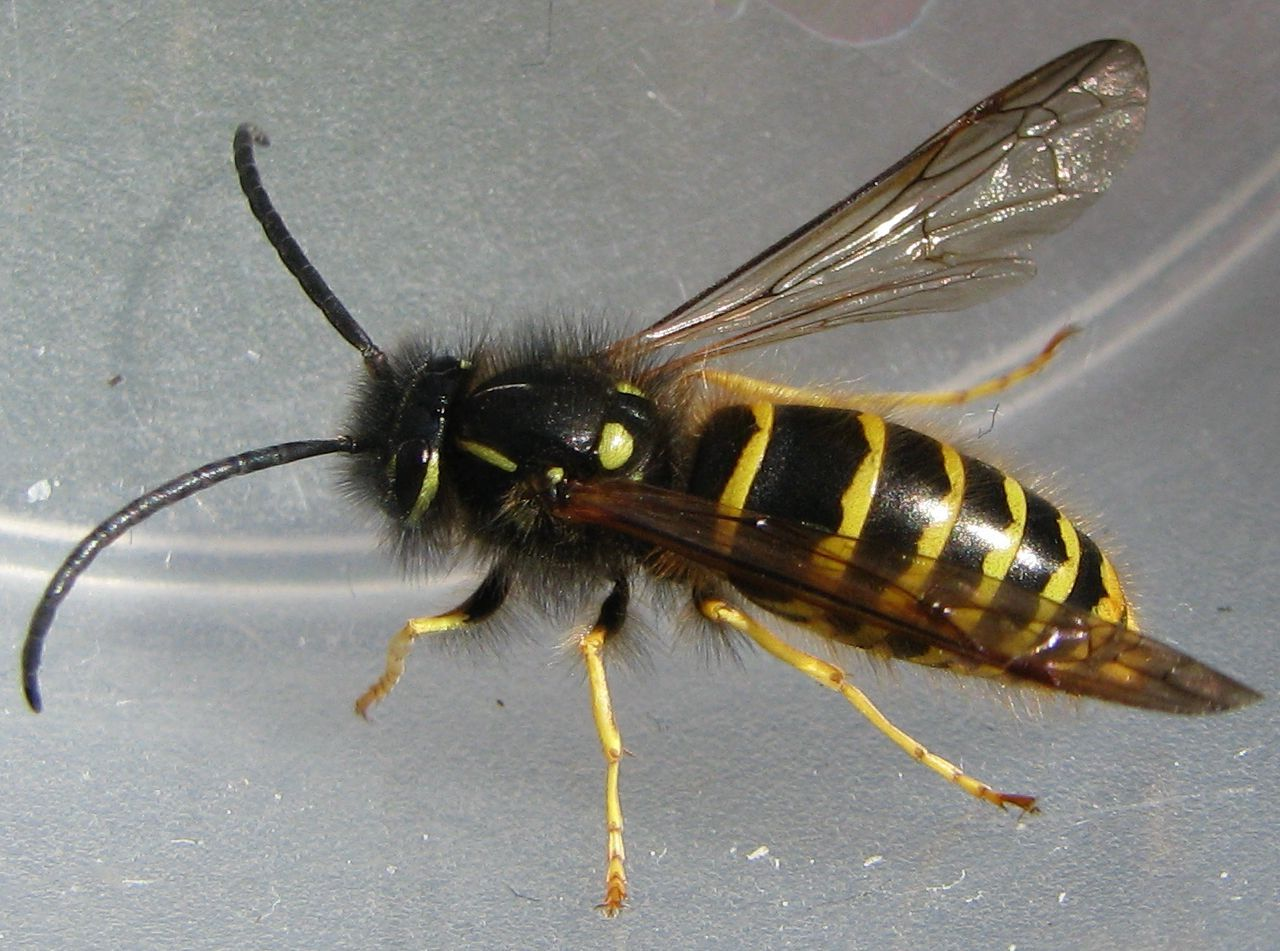
Wespen-Drohne

Kurze Zeit nach der Sommersonnenwende findet die Drohnenschlacht statt. Den Drohnen wird der soziale Futteraustausch verweigert und sie werden bereits am Flugloch abgedrängt, also nach ihren Ausflügen nicht mehr in den Bienenstock gelassen. Es kommt auch vor, dass jüngere Drohnen von Arbeiterinnen aus dem Bienenstock herausgezerrt werden. Durch Nahrungsmangel werden sie zunächst flugunfähig und verhungern schließlich. Häufig kann man in dieser Phase herumkrabbelnde, sterbende Drohnen beobachten.

## Drohnen-Homogenat
Eine seltene, erst 1980 neu entwickelte Methode der Apitherapie verwendet ein Homogenat aus Drohnenbrut als mögliche therapeutisch wirksame Substanz oder als Nahrungsergänzungsmittel. Das Homogenat wird, nach seinem Erfinder, dem rumänischen Imker Nicolae Iliesiu, „Apilarnil“ genannt. Nach Ansicht der Befürworter kann etwa der hohe Gehalt an Androgenen nützlich für eine Hormonersatztherapie sein. Es liegen bisher eine Reihe von prospektiven Studien vor, die bisherigen Resultate sind vorläufig und erlauben noch keine sichere Einschätzung. Eine Umfrage zeigte zudem eine im Verhältnis zu anderen Bienenprodukten eher geringe Akzeptanz bei möglichen Anwendern.

## Drohnen in übertragenem Sinne
Die Bezeichnung „Drohne“ (ursprünglich englisch „drone“) wurde von männlichen Honigbienen auf unbemannte Luftfahrzeuge übertragen. Dieser Sprachgebrauch soll zurückgehen auf die „Queen Bee“ („Bienenkönigin“) des britischen Flugzeugkonstrukteurs Geoffrey de Havilland. De Havilland hatte großes Interesse an Insektenkunde und benannte zahlreiche seiner Konstruktionen nach Fluginsekten, z. B. Mosquito, Dragonfly, Tiger Moth. Die Queen Bee war die erste in größeren Stückzahlen produzierte Zieldarstellungsdrohne. Eine Vorführung soll einen amerikanischen Admiral so beeindruckt haben, dass er Marineoffizier Delmar S. Fahrney beauftragte, ähnliche Flugobjekte zu bauen, die dieser in Anlehnung an De Havillands Namen 1936 „drone“ benannte. Dieser Name blieb im militärischen Sprachgebrauch haften und wurde schließlich auch auf zivile Flugobjekte übertragen.
Außerdem wurde als „Drohne“ in der älteren politischen Polemik die Gruppe der Besitzenden  bezeichnet, gleich welchen sozialen Alters sie sein mochten (alter Adel, Bourgeoisie, Neureiche).